# Parti national républicain (Portugal)
Pour les articles homonymes, voir Parti national républicain.
Le Parti national républicain (appelé de manière informelle Parti sidoniste) était un parti politique portugais, de l'époque de la Première République portugaise, fondé le 30 mars 1918 pour participer aux triple élections (législatives, sénatoriales et présidentielles), prévue pour le 28 avril 1918, en se concentrant autour de leur chef, le putschiste Sidónio Pais.
Le parti, avec l'aide du Parti unioniste, du Parti républicain centriste (qui devait fusionner avec les sidonistes juste avant les élections), les monarchistes et les catholiques, remporta les élections une majorité écrasante.
Leur chef de file tué en décembre 1918, le parti, orphelin, est entré en période de déclin et de stagnation, et à même rejoint les années 1920 le Parti libéral pour former le Parti nationaliste républicain.